# Pulchrana debussyi
Espèce
Synonymes
- Rana debussyi Van Kampen, 1910
- Hylarana debussyi (Van Kampen, 1910)

Statut de conservation UICN

 DD  : Données insuffisantes
Pulchrana debussyi est une espèce d'amphibiens de la famille des Ranidae.

## Répartition
Cette espèce est endémique du Nord de Sumatra en Indonésie. Cette espèce se rencontre dans les monts Batak,.

## Description
L'holotype mesure 50 mm.

## Étymologie
Cette espèce est nommée en l'honneur de L. P. Debussy.

## Publication originale
- Van Kampen, 1910 : Eine neue Nectophryne-Art und andere Amphibien von Deli (Sumatra). Natuurkundig Tijdschrift voor Nederlandsch Indië, vol. 69, p. 18-24 (texte intégral).